# Ghetto de Bistrița
Le ghetto de Bistrița fait partie des ghettos imposés par les nazis aux Juifs d'Europe occupée pendant la Seconde Guerre mondiale. Il se trouvait dans la ville de Beszterce, du comitat de Beszterce-Naszód ; ce territoire, aujourd'hui roumain sous le nom de Bistrița dans le județ de Bistrița-Năsăud, appartenait à l'époque au Royaume de Hongrie à l'issue du second arbitrage de Vienne, depuis 1940 jusqu'en 1944. Le ghetto était actif au printemps 1944, après l'opération Margarethe.

## Histoire
Le ghetto est ouvert sur la ferme de Stamboli, à environ 5 kilomètres de Beszterce (Bistrița). Quelque 6 000 Juifs venus de la ville et des communautés avoisinantes s'y entassent. Près de 2 500 viennent de la ville elle-même et le reste est issu d'autres districts, comme Naszód et Óradna.
L'envoi au ghetto est ordonné par Norbert Kuales, maire de Beszterce (Bistrița), et le chef de la police municipale, Miklós Debreczeni. Dans d'autres secteurs du comitat, la tête des opérations est László Smolenszki, assistant de l'ispán régional, et de Ernő Pasztai, lieutenant-colonel de gendarmerie. Ils se coordonnent en amont avec László Endre, assistant d'Adolf Eichmann, lors d'une conférence tenue le 28 avril 1944 à Marosvásárhely (Târgu Mureș). Kuales dérobe aux prisonniers leurs objets de valeurs et les emporte avec lui quand il démissionne de son mandat de maire et se rend en Allemagne au cours de l'été.
Le ghetto ne correspond pas aux besoins élémentaires : les prisonniers doivent loger dans des baraquements et des porcheries. Un certain Heinrich Smolka est chargé de l'approvisionnement en eau et nourriture, tâche dont il s'acquitte très médiocrement. Parmi ceux qui persécutent les Juifs se trouve Gusztáv Órendi, agent de la Gestapo. La police locale assure la garde du ghetto avec 25 gendarmes venus de Nagydemeter (Dumitra), envoyés par le colonel Paksy-Kiss. 5 981 Juifs de Beszterce sont déportés en deux convois : le 2 juin (3 106 prisonniers) et le 6 juin (2 875). Ils sont emmenés jusqu'à Auschwitz,.